# پارک ملی دره کیدپو
پارک ملی دره کیدپو (به لاتین: Kidepo Valley National Park) یک پارک ملی در اوگاندا است که در منطقه شمالی، اوگاندا واقع شده‌است.
این پارک که در سال ۱۹۶۲ تأسیس شده است دارای ۱٬۴۴۲ کیلومتر مربع مساحت می‌باشد، حیواناتی همانند کفتار خال‌دار، شیر کنگو، یوزپلنگ تانزانیایی، پلنگ آفریقایی، سگ وحشی آفریقایی، فیل بیشه آفریقایی، زرافه، گورخر، گاومیش آفریقایی، روباه گوش‌خفاشی و زرافه روتشیلد در این پارک زندگی میکنند.